# Frank Ordenewitz
Frank Ordenewitz (Bad Fallingbostel, 25 maart 1965) is een voormalig Duits voetballer.

## Clubcarrière
Frank Ordenewitz speelde tussen 1983 en 1998 voor Werder Bremen, Köln, JEF United Ichihara, Hamburger SV, Brummell Sendai en Oldenburg.

## Duits voetbalelftal
Frank Ordenewitz debuteerde in 1987 in het Duits nationaal elftal en speelde 2 interlands.